# Nedreträsket
Nedreträsket är en sjö i Piteå kommun i Norrbotten och ingår i Rosåns huvudavrinningsområde. Sjön har en area på 0,81 kvadratkilometer och ligger 6 meter över havet. Sjön avvattnas av vattendraget Rosån.

## Delavrinningsområde
Nedreträsket ingår i det delavrinningsområde (727368-177053) som SMHI kallar för Utloppet av Mjösundet. Medelhöjden är 24 meter över havet och ytan är 9,85 kvadratkilometer. Räknas de 13 avrinningsområdena uppströms in blir den ackumulerade arean 189,84 kvadratkilometer. Avrinningsområdets utflöde Rosån mynnar i havet. Avrinningsområdet består mestadels av skog (80 procent). Avrinningsområdet har 0,79 kvadratkilometer vattenytor vilket ger det en sjöprocent på 9,3 procent.